# 梅田五月
梅田 五月（うめだ さつき、1835年5月9日（天保6年4月12日）- 1912年（明治45年）5月23日）は、幕末の武士（大聖寺藩士）、明治期の実業家・政治家。衆議院議員、石川県会議長、石川県江沼郡大聖寺町長。幼名・又吉、八百吉。諱・巍。号・抜山、烟渚、煙渚。1869年（明治2年）以降、五月を名乗る。

## 経歴
加賀国江沼郡大聖寺鷹匠町（石川県江沼郡大聖寺町を経て現加賀市大聖寺鷹匠町）で、大聖寺藩士・梅田専次の息子として生まれた。藩学者・東方芝山から儒学を学ぶ。選抜され越前大野藩に遊学し 藩校洋学館に入り、剣術を内山介輔に、西洋砲術を小形元輔に、洋学を伊藤慎蔵から学び、蘭学七級となった。1860年（万延元年）に帰藩。1861年（文久元年）家督を継ぎ禄米20俵を受けた。1864年（元治元年）江戸に出て、斎藤弥九郎、榊原鍵吉に師事し剣術の技を磨いた。1868年（明治元年10月）越後に農兵の奇銃隊長として出兵し、信濃川沿岸の農民蜂起を説諭した。その後、藩の公用人、公議人代理、兵学教師、権少属、勧業掛兼務、陸軍中尉心得などを歴任した。
廃藩置県後は、士族授産のための産業振興に尽力。水田造成、製茶・製塩の振興、生水村での石灰製造、道路の開削、九谷陶器会社（社長）・加能汽船会社・北陸鉄道会社の創設への参画などに取り組んだ。
1872年（明治5年）大聖寺町戸長に就任。1874年（明治7年）石川県庁に出仕し勧業課で勤務。1879年（明治12年）5月、石川県会議員に選出され、通算8期在任し、この間、同常置委員（4期）、同参事会員、同議長（第7代1891年11月-1892年11月）を務めた。
1894年（明治27年）3月、第3回衆議院議員総選挙（石川県第2区、無所属）で当選し、同年9月の第4回衆議院議員総選挙（石川県第2区、自由党）では次点で落選し、衆議院議員に1期在任した。
また1889年（明治22年）大聖寺町長、江沼郡一郡組合町村長に就任し、その他、実業団体特別委員、世界博覧会委員、県勧業諮問委員、江沼郡会議員、大聖寺町会議員などにも在任し、1896年（明治29年）石川県工業学校（現石川県立工業高等学校）長（第8代）に就任した。

## 石川県会選挙歴
- 1期:1879年5月当選[8]
- 2期:1880年8月当選[8]
- 3期:1883年3月当選[8]
- 4期:1885年1月当選[8]
- 5期:1888年10月当選[8]
- 6期:1889年1月当選[8]
- 7期:1890年9月当選[8]
- 8期:1891年10月当選[8]